# The Rocky Horror Picture Show
The Rocky Horror Picture Show – musical filmowy w reżyserii Jima Sharmana z 1975 roku, będący adaptacją sztuki teatralnej The Rocky Horror Show autorstwa Richarda O’Briena (który w filmie gra rolę Riff Raffa). Film nawiązuje do stylistyki horrorów klasy B i filmów science fiction z okresu 1940–1970. W główne role wcielili się Tim Curry, Susan Sarandon i Barry Bostwick.
Pomimo limitowanych pokazów, The Rocky Horror Picture Show szybko stał się fenomenem i do dziś uważany jest za dzieło kultowe. W 2005 roku film został wpisany do National Film Registry jako dzieło o wartości kulturowej i historycznej Stanów Zjednoczonych.
W 2016 roku FOX wypuściło film telewizyjny Rocky Horror Picture Show: Zróbmy to jeszcze raz, będący remake'iem oryginału. Wystąpili w nim m.in. Laverne Cox jako Frank N. Furter, Victoria Justice jako Janet Weiss, Ryan McCartan jako Brad Majors oraz Adam Lambert w roli Eddiego.
Zdjęcia do filmu kręcono w Oakley Court w angielskim hrabstwie Berkshire.

## Fabuła filmu

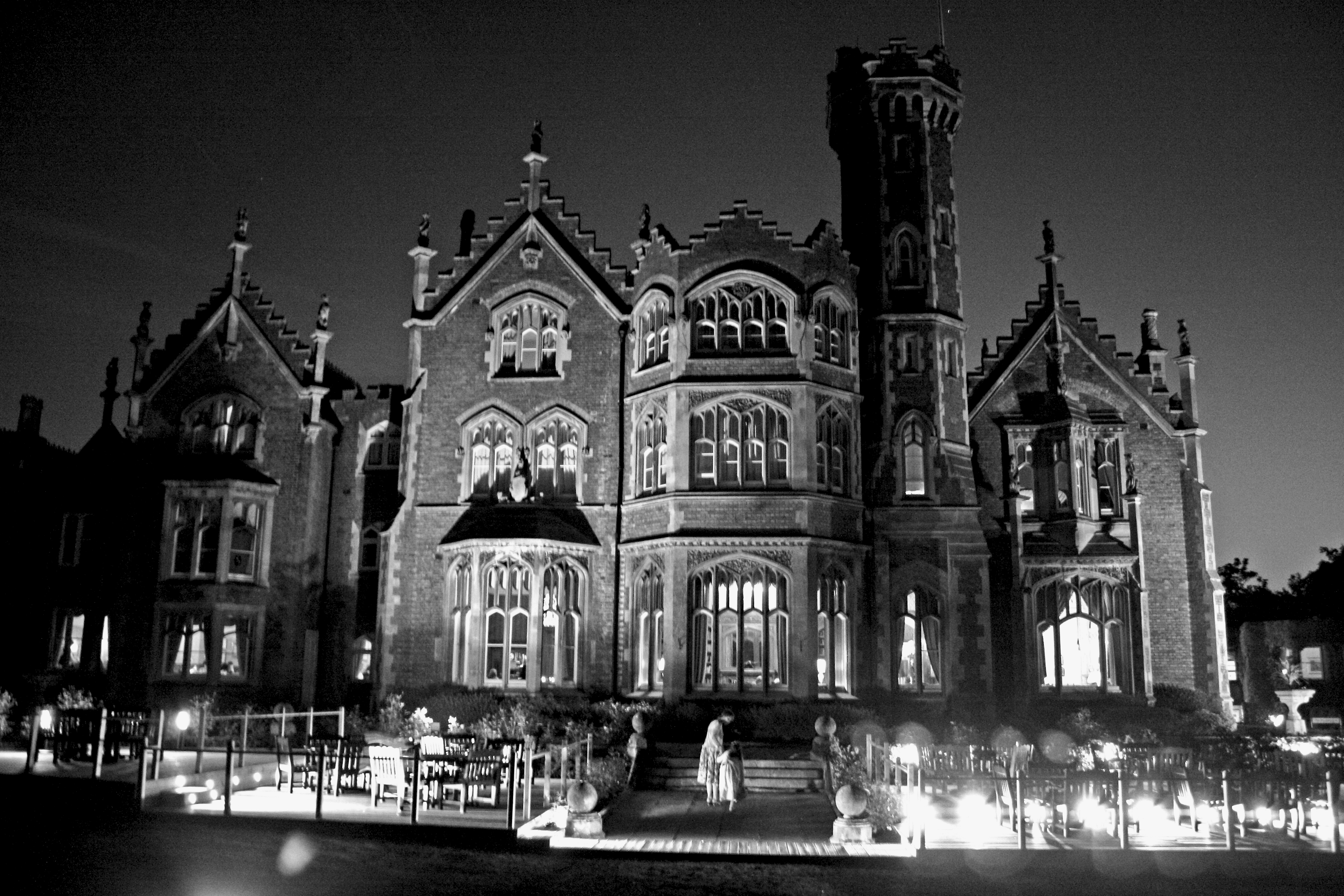
Oakley Court, gdzie kręcono poszczególne sceny do filmu. Obecnie hotel.

Kryminolog opowiada historię narzeczonych Brada Majorsa i Janet Weiss, którzy gubią się i łapią gumę w zimny i deszczowy listopadowy wieczór. Szukając telefonu, para przychodzi do pobliskiego zamku, gdzie poznają grupę dziwacznych i tajemniczych ludzi, którzy biorą udział w corocznym transylwańskim zjeździe. Wkrótce zostają wrzuceni do świata doktora Franka N. Furtera, samozwańczego transwestyty z Transseksualnej Transylwanii. Do grupy uczestników zjazdu należą również służący Riff Raff i jego siostra Magenta oraz groupie Columbia.
W swoim laboratorium Frank twierdzi, że odkrył „sekret samego życia”. Jego twór, Rocky, jest przywołany do życia. Następująca uroczystość zostaje szybko przerwana przez Eddiego, byłego chłopaka na posyłki, częściowego dawcę mózgu dla Rocky’ego oraz kochanka Columbii, który wyjeżdża z zamrażarki na motocyklu. W gniewnej zazdrości, Frank przypiera go do muru i zabija toporkiem. Następnie odchodzi z Rocky'm do apartamentu ślubnego.
Brad i Janet zostają odprowadzeni do osobnych sypialni, w których każde z nich zostaje odwiedzone i uwiedzione przez Franka, który udaje Brada (odwiedzając Janet), a następnie Janet (odwiedzając Brada). Janet, przygnębiona i podłamana, wychodzi poszukać Brada, którego nakrywa przez telewizyjny monitor, siedzącego w sypialni z Frankiem. Później odkrywa Rocky’ego, ukrytego w zbiorniku, w którym został stworzony, kryjącego się przed Riff Raffem, który się nad nim znęcał. Janet zajmując się jego ranami uwodzi go, podczas gdy Magenta i Columbia oglądają ich ze swojego sypialnego monitora.
Po uświadomieniu sobie, że jego twór się zagubił, Frank wraca do swego laboratorium wraz z Bradem i Riff Raffem, gdzie Frank dowiaduje się, że włamywacz wszedł na posesję zamku. Doktor Everett Scott, nauczyciel Brada i Janet ze szkoły wyższej, przybył szukając swego bratanka Eddiego, ale Frank podejrzewa, że doktor Scott bada UFO dla rządu. Dowiadując się o znajomości doktora i Brada oraz Janet, Frank podejrzewa ich o pracowanie dla niego. Frank, dr Scott, Brad i Riff Raff później odkrywają Janet i Rocky’ego razem pod prześcieradłem w zbiorniku Rocky’ego, co denerwuje Franka i Brada. Po zaciekłej wymianie zdań, Magenta przerywa gwar uderzając w masywny gong i ogłaszając, że kolacja jest gotowa.
Rocky’emu i gościom jest serwowane danie, które, o czym się wkrótce dowiedzą, zostało przyrządzone ze zmasakrowanych resztek Eddiego. Janet wbiega z krzykiem w objęcia Rocky’ego i zostaje spoliczkowana i goniona przez korytarze zamku przez zazdrosnego Franka. Janet, Brad, dr Scott, Rocky i Columbia spotykają się wszyscy w laboratorium Franka, gdzie Frank więzi ich przy pomocy Transduktora Meduzy, zamienając ich w posągi. Następnie zostają oni zmuszeni do wystąpienia na żywo w kabaretowym show z Frankiem na czele.
Riff Raff i Magenta przerywają występ, ujawniając siebie i Franka jako kosmitów z planety Transsexual w galaktyce Transylvania. Świętują zwycięstwo i ogłaszają plan powrotu do domu. W konsekwencji, zabijają Columbię, Rocky’ego i Franka, który „zawiódł w swej misji”. Uwalniają Brada, Janet i doktora Scotta, następnie odlatując w zamku unoszącym się do nieba. Ocaleni wiją się w brudzie, a narrator podsumowuje historię porównując ludzkość do owadów wijących się po planecie.

## Obsada
- Tim Curry – jako dr Frank N. Furter
- Susan Sarandon – jako Janet Weiss
- Barry Bostwick – jako Brad Majors
- Richard O’Brien – jako Riff Raff
- Patricia Quinn – jako Magenta
- Nell Campbell – jako Columbia
- Jonathan Adams – jako dr Everett Von Scott
- Peter Hinwood – jako Rocky Horror
- Meat Loaf – jako Eddie
- Charles Gray – jako kryminolog / narrator

## Utwory z filmu
| Piosenka                                   | Główni wykonawcy                              | Inni wykonawcy                                                    | Scena                                                                         |
| ------------------------------------------ | --------------------------------------------- | ----------------------------------------------------------------- | ----------------------------------------------------------------------------- |
| „Science Fiction/Double Feature”           | Richard O’Brien (Patricia Quinn – usta)       | –                                                                 | Napisy początkowe                                                             |
| „Dammit Janet”                             | Janet, Brad                                   | Riff-Raff, Magenta, Columbia                                      | Ślub Hapschatta                                                               |
| „Over at the Frankenstein Place”           | Janet, Brad                                   | Riff-Raff, chór                                                   | Scena, w której Brad i Janet udają się do zamku                               |
| „The Time Warp”                            | Riff-Raff, Magenta, Columbia                  | Kryminolog, Transylwańczycy                                       | Bal w zamku                                                                   |
| „Sweet Transvestite”                       | Frank N. Furter                               | Riff-Raff, Magenta, Columbia, Transylwańczycy                     | Bal w zamku; utwór wykonany bezpośrednio po „The Time Warp”                   |
| „The Sword of Damocles”                    | Rocky Horror                                  | Riff-Raff, Magenta, Columbia, Transylwańczycy                     | Scena w laboratorium                                                          |
| „I Can Make You a Man”                     | Frank N. Furter                               | Transylwańczycy                                                   | Scena w laboratorium                                                          |
| „Hot Patootie – Bless My Soul”             | Eddie                                         | Transylwańczycy                                                   | Scena w laboratorium                                                          |
| „I Can Make You a Man (Reprise)”           | Frank N. Furter                               | Janet, Transylwańczycy                                            | Scena w laboratorium                                                          |
| „Once in a While” (utwór usunięty)         | Brad                                          | –                                                                 | (Scena usunięta)                                                              |
| „Touch-a, Touch-a, Touch-a Touch Me”       | Janet                                         | Rocky Horror, Frank N. Furter, Brad, Magenta, Columbia, Riff-Raff | Rocky w laboratorium; scena w sypialni Magenty i Columbii                     |
| „Eddie”                                    | Columbia, dr Scott                            | Cała obsada                                                       | Scena kolacji; sypialnia Columbii                                             |
| „Planet, Schmanet, Janet”                  | Frank N. Furter                               | Riff-Raff, Magenta, Janet, Brad, dr Scott                         | Scena pościgu na schodach i przez korytarze, następnie powrót do laboratorium |
| „Rose Tint My World”                       | Columbia, Rocky, Janet, Brad                  | Dr Scott                                                          | Występ na scenie                                                              |
| „Don't Dream It, Be It”                    | Frank N. Furter                               | Brad, Janet, Columbia, Rocky, dr Scott                            | Występ na scenie                                                              |
| „Wild And Untamed Thing”                   | Frank N. Furter, Columbia, Rocky, Brad, Janet | Riff-Raff                                                         | Występ na scenie                                                              |
| „I'm Going Home”                           | Frank N. Furter                               | Columbia, Rocky, Brad, Janet                                      | Występ na scenie i w przejściu pomiędzy fotelami teatralnymi                  |
| „Superheroes”                              | Janet, Brad                                   | Kryminolog                                                        | Scena przed zamkiem                                                           |
| „Science Fiction/Double Feature (Reprise)” | Richard O’Brien                               | –                                                                 | Napisy końcowe                                                                |

## Nagrody i nominacje
- 1976: nominacja do Saturna w kategorii najlepszy horror
- 1980: Saturn w kategorii Hall of Fame
- 2000: nominacja do nagrody Sierra w kategorii najlepsze wydanie DVD
- 2001: nominacje do nagrody Video Premiere w kategoriach Best DVD Menu Design i Best DVD Overall Original Supplemental Material